# Big in Japan (Band)
Big in Japan war eine britische Punk-Musikgruppe aus Liverpool. Sie wurde in den späten 1970er Jahren gegründet. Zur Bandbesetzung zählten Jayne Casey (Gesang), Bill Drummond (später The KLF, Gitarre), Holly Johnson (später Frankie Goes to Hollywood, Bassgitarre), Peter Clarke (später Siouxsie and the Banshees, Schlagzeug), Ian Broudie (später The Lightning Seeds) sowie David Balfe. Nach nur einer Single löste sich die Band 1978 auf. Sie brachte jedoch eine weitere EP heraus, um ihre Schulden bezahlen zu können.

## Diskografie
- Brutality, Religion and a dance beat/Do the Chud, 7″, September 1977, Eric’s 0001
- From Y To Z and Never Again//Nothing Special/Cindy and the Barbi Dolls/Suicide a GoGo/Taxi, 7″, 1978, Cage 001
- die Stücke Match of the Day und Society for Cutting Up Men erschienen nur auf Kompilationen